# Tomba a camera micenea

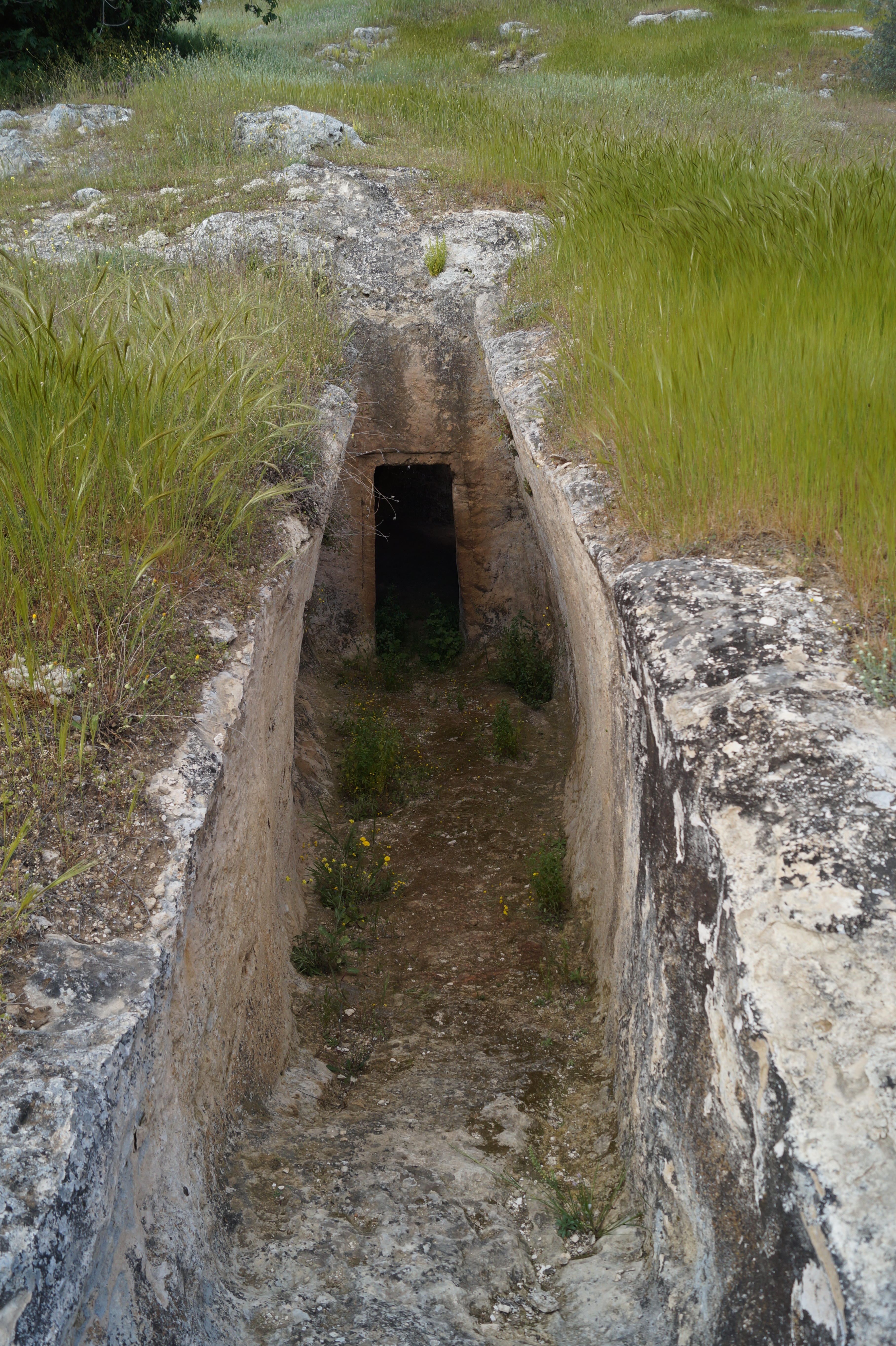
Veduta della tomba 10 di Aidonia in Corinzia

La tomba a camera micenea è un tipo di tomba a camera costruita dagli antichi micenei. Questa forma di architettura mortuaria era in uso nella tarda età del bronzo nelle aree sotto influenza culturale egea.

## Caratteristiche

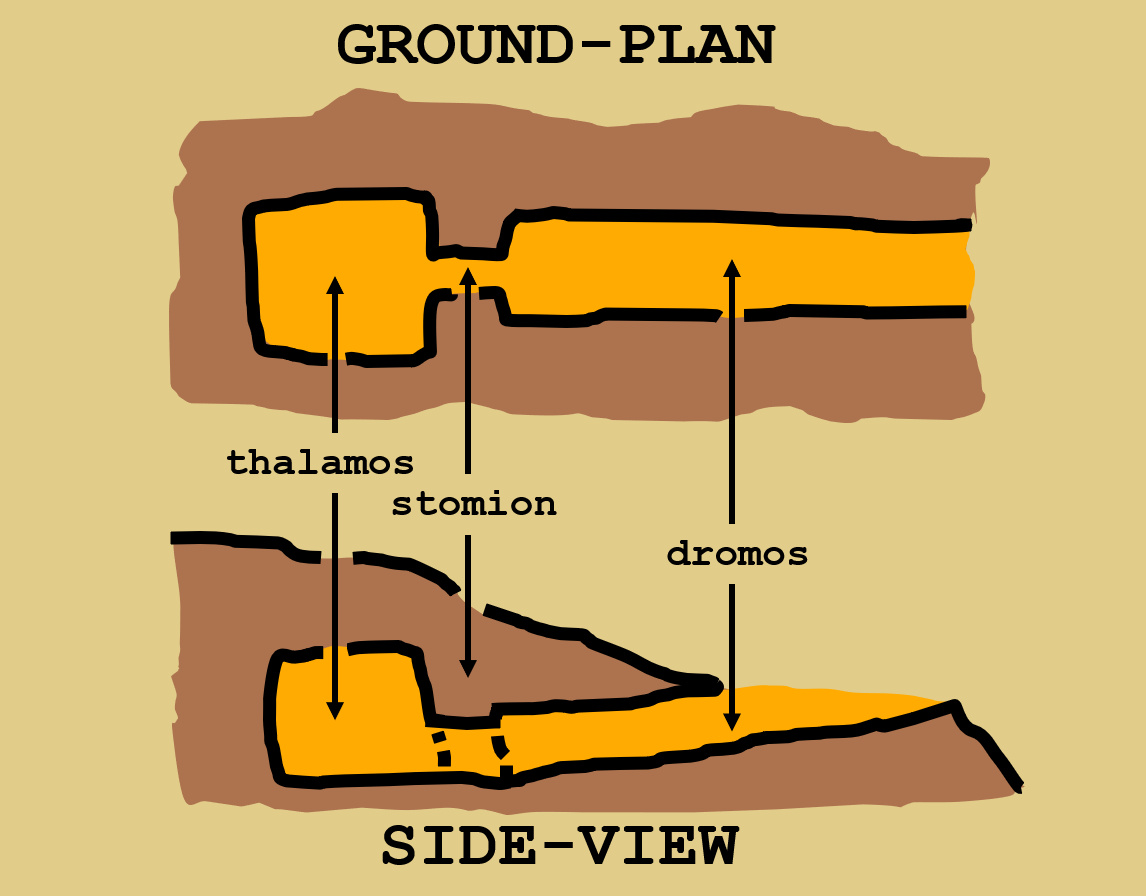
Schema della tipica struttura tripartita

Le tombe sono tagliate nella roccia e hanno una struttura tripartita (camera, stomion e dromos), spesso con nicchie aggiuntive e camere laterali in cui hanno avuto luogo sepolture primarie o secondarie. Numerosi cimiteri sono stati trovati in ogni parte della Grecia con influenze micenee, incluse le isole. Tali tombe furono costruite anche in parti dell'Anatolia. Per circa 500 anni, dal 1600 a.C. al 1100 a.C., furono le strutture mortuarie più diffuse.